# این همان چیزی است که او گفت (فیلم)
این همان چیزی است که او گفت (به انگلیسی: That's What She Said) فیلمی محصول سال ۲۰۱۲ و به کارگردانی کری پرستون است. در این فیلم بازیگرانی همچون مارسیا دی بونیس، آن هیچ، عالیه شوکت، میریام شر و مایکل امرسون ایفای نقش کرده‌اند.